# Dziura w Progu Litworowym
Dziura w Progu Litworowym – jaskinia w Dolinie Miętusiej w Tatrach Zachodnich. Wejście do niej znajduje się w Wielkiej Świstówce, w kominie oddzielającym ściany Ratusza Litworowego od Progu Litworowego, na wysokości 1480 m n.p.m. Długość jaskini wynosi 10,5 metrów, a jej deniwelacja 1 metr.

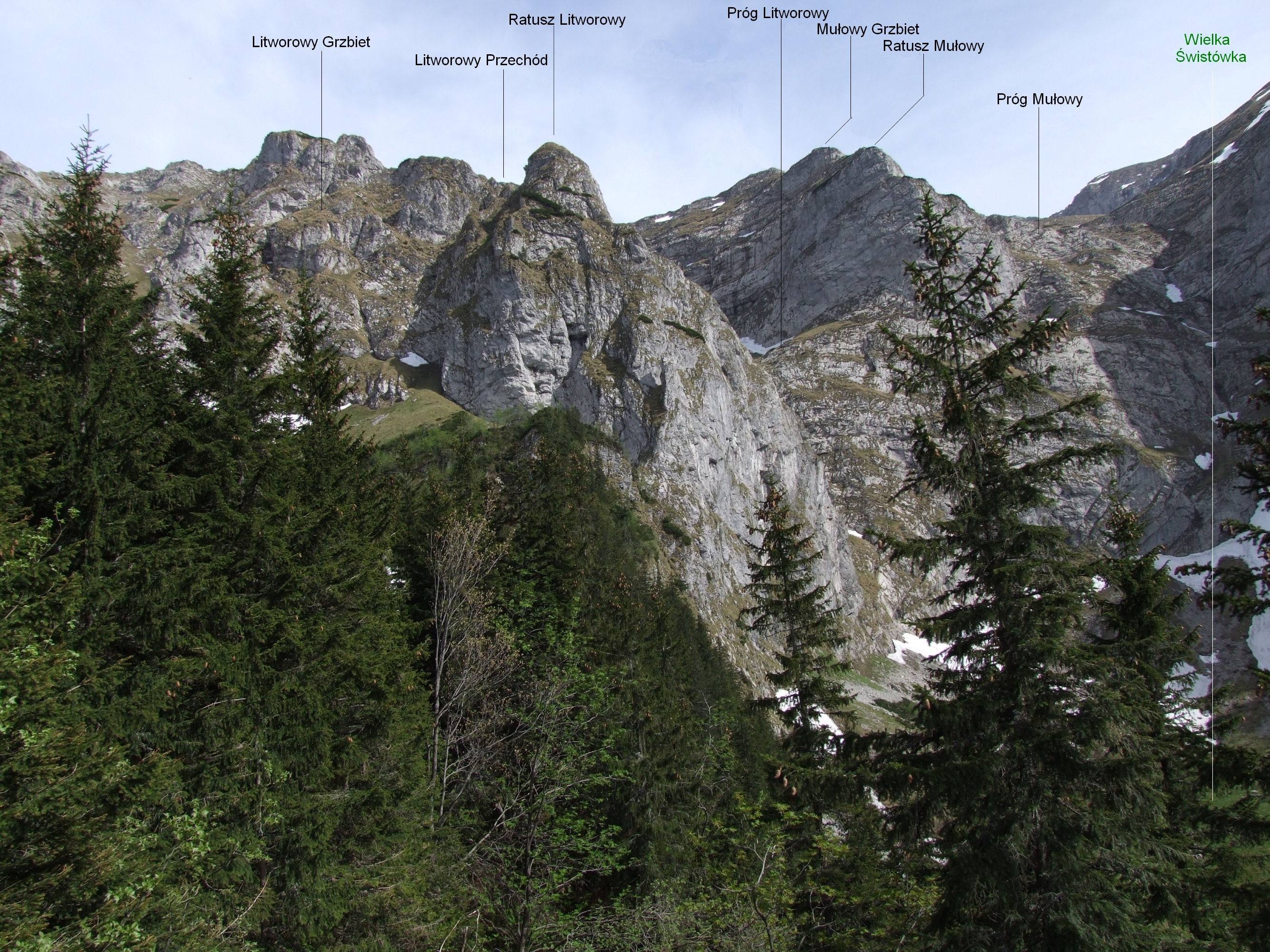
Ratusz Litworowy i Próg Litworowy

## Opis jaskini
Jaskinię stanowi szeroki korytarz zaczynający się w obszernym otworze wejściowym, a kończący szczeliną nie do przejścia.

## Przyroda
W jaskini brak jest nacieków. Zamieszkują ją nietoperze. Ściany są mokre, nie ma na nich roślinności.

## Historia odkryć
Jaskinia została prawdopodobnie odkryta podczas jednego z pierwszych przejść komina, którym wiodą trudne drogi wspinaczkowe. Mogło to być w roku 1953 (Danuta Mischke i Maciej Mischke) lub w roku 1963 (L. Nowiński i S. Kopeć). Pierwszy jej opis i plan sporządził R.M. Kardaś przy pomocy J. Bednarka i A. Rygiera w 1978 roku.